# Paterson Joseph
Paterson Joseph, född 22 juni 1964 i Willesden, London, är en brittisk skådespelare.
Joseph har bland annat medverkat i TV-serierna Vigil och The Leftovers. Han kommer även att medverka i filmen Wonka från 2023.

## Filmografi (i urval)
- 2000 – The Beach
- 2005 – Æon Flux
- 2007 – Jekyll (miniserie)
- 2008 – The Other Man
- 2011–2013 – Brottsplats Edinburgh (TV-serie)
- 2014–2015 – The Leftovers (TV-serie)
- 2017 – Rellik (TV-serie)
- 2021 – Vigil (TV-serie)
- 2023 – Wonka
- 2023 – Den lilla tygkaninen
- 2024 – Twilight of the Gods (TV-serie)
- 2025 – Wolf King (TV-serie)